# چرسک
چرسک (به لاتین: Czersk) یک شهر در لهستان است که در استان پومرانی واقع شده‌است.

## خصوصیات
چرسک ۹٫۷۳ کیلومترمربع مساحت و ۹٬۴۶۳ نفر جمعیت دارد.